# Nadarzyn (Kobyłka)
Nadarzyn – dzielnica Kobyłki, w województwie mazowieckim, w powiecie wołomińskim. Leży w południowej części Kobyłki; na południe od linii kolejowej i na zachód od lasu Kacze Doły. Do 1957 samodzielna wieś.
Jeden z najstarszych przysiółków kobyłeckich, istniejących jeszcze przed parcelacją majątku.
W latach 1867–1928 wieś w gminie Radzymin, a 1928–1954 w gminie Kobyłka w powiecie radzymińskim. 20 października 1933 utworzył gromadę w granicach gminy Kobyłka, składającą się z wsi Nadarzyn i cegielni Dyonizy. Od 1 lipca 1952 w powiecie wołomińskim.
W związku z reorganizacją administracji wiejskiej jesienią 1954 Nadarzyn wszedł w skład gromady Kobyłka.
1 stycznia 1957 gromadę Kobyłka przekształcono w osiedle, przez co Nadarzyn stał się integralną częścią Kobyłki, a w związku z nadaniem Kobyłce praw miejskich 1 stycznia 1969 – częścią miasta.

## Ulice
W granicach Nadarzyna znajdują się następujące ulice:
Borysów, Ceglana, Majdańska, Nadarzyn, Ossowska, Ks. Józefa Poniatowskiego, Turowska.